# Memoari
Memoari (prema franc. mémoires – uspomene; lat. memoria – sjećanje), književna vrsta u kojoj autor iznosi svoja sjećanja i razmišljanja o društvenim, političkim, znanstvenim ili kulturnim događajima u kojima je sudjelovao ili im svjedočio. Pripada u diskurzivni književni rod. Memoarski tekst je sličan autobiografiji, od koje se uglavnom razlikuje po širini tematike. U autobiografiji je središnja tema sam autor, dok se u memoarima u većoj mjeri bilježe i drugi ljudi i događaji u kojima je autor sudjelovao.
Memoare pišu državnici i generali, pisci i druge ličnosti. Bilježe i manje poznate pojedinosti i podatke o nekoj povijesnoj epohi ili epizodi, kroz prizmu osobnog doživljaja. Zbog toga memoari proširuju razumijevanje razdoblja koje tematiziraju, i pomažu u znanstvenom proučavanju povijesti. Pišući ih, autori se osim na svoje pamćenje oslanjaju i na svoje dnevničke zapise, pisma i fotografije. Neki posežu i za arhivskim dokumentima. Memoaristika objedinjuje povijesno-znanstveni interes s književno-umjetničkim oblikovanjem. 

## Memoari kroz povijest
Kao književna vrsta memoari potječu još iz antike, gdje su bili važna karika historiografije. Iz Ksenofontovog memoara Kirov pohod saznaje se o neuspješnom pohodu perzijskog princa Kira Mlađeg protiv brata Artakserksa, dok u Uspomenama na Sokrata svjedoči o svom učitelju, starogrčkom filozofu Sokratu. U vojnom memoaru Komentari o galskom ratu (Commentarii de Bello Galico), rimski vojskovođa Gaj Julije Cezar opisuje germanska i keltska plemena koja su se opirala rimskom osvajanju; to je i prvi poznati zapis o njima. U Komentarima o građanskom ratu (Commentarii de Bello Civili) prikazuje sukob s Gnejem Pompejem i rimskim Senatom. Iz srednjeg vijeka datiraju memoari venecijanskog trgovca i istraživača Marca Pola (oko 1300. g.), poznatog po putovanjima u tada slabo poznatu Kinu. U 14. stoljeću žanr je posebno popularan u Francuskoj.
Zapažene memoare su napisali brojni književnici (Goldoni, Beaumarchais, Chateaubriand, Stendhal, Gercen i dr.), vojskovođe i državnici (Napoleon, Metternich, Talleyrand-Périgord, Bismarck, Žukov i dr.) i revolucionari (Garibaldi). Venecijanski avanturist Giacomo Casanova u memoarima bilježi i dva posjeta istarskom gradiću Vrsaru.
Winston Churchill je za memoare o Drugom svjetskom ratu nagrađen Nobelovom nagradom za književnost (1953). Autor zapaženih memoarskih zapisa iz ratnog razdoblja je i njegov francuski suvremenik Charles de Gaulle. Memoar književnice Simone de Beauvoir (1959.) pokriva razdoblje do njene 21. godine, bilježeći odrastanje u imućnijoj francuskoj obitelji, prijatelje i suvremenike te studij na Sorbonni koji je tada pohađao i Jean-Paul Sartre.
Edward Said u svojoj memoarskoj knjizi "Nepripadanje" (Out of place, 1999.) donosi sliku nekadašnje Palestine, “svijeta koji je nestao”. Opisuje i ljude i zbivanja u Egiptu i Libanonu kakvima ih se sjeća iz djetinjstva. Kratko bilježi i mladenačko sjećanje na kasnije popularnog holivudskog glumca Omara Sharifa.